# Widnau
Widnau är en ort och kommun i distriktet Rheintal i kantonen Sankt Gallen, Schweiz. Kommunen har 10 337 invånare (2023).